# Ablautus vanduzeei
Ablautus vanduzeei är en tvåvingeart som beskrevs av Wilcox 1935. Ablautus vanduzeei ingår i släktet Ablautus och familjen rovflugor.
Artens utbredningsområde är Kalifornien. Inga underarter finns listade i Catalogue of Life.